# Pierre Gustave Toutant Beauregard

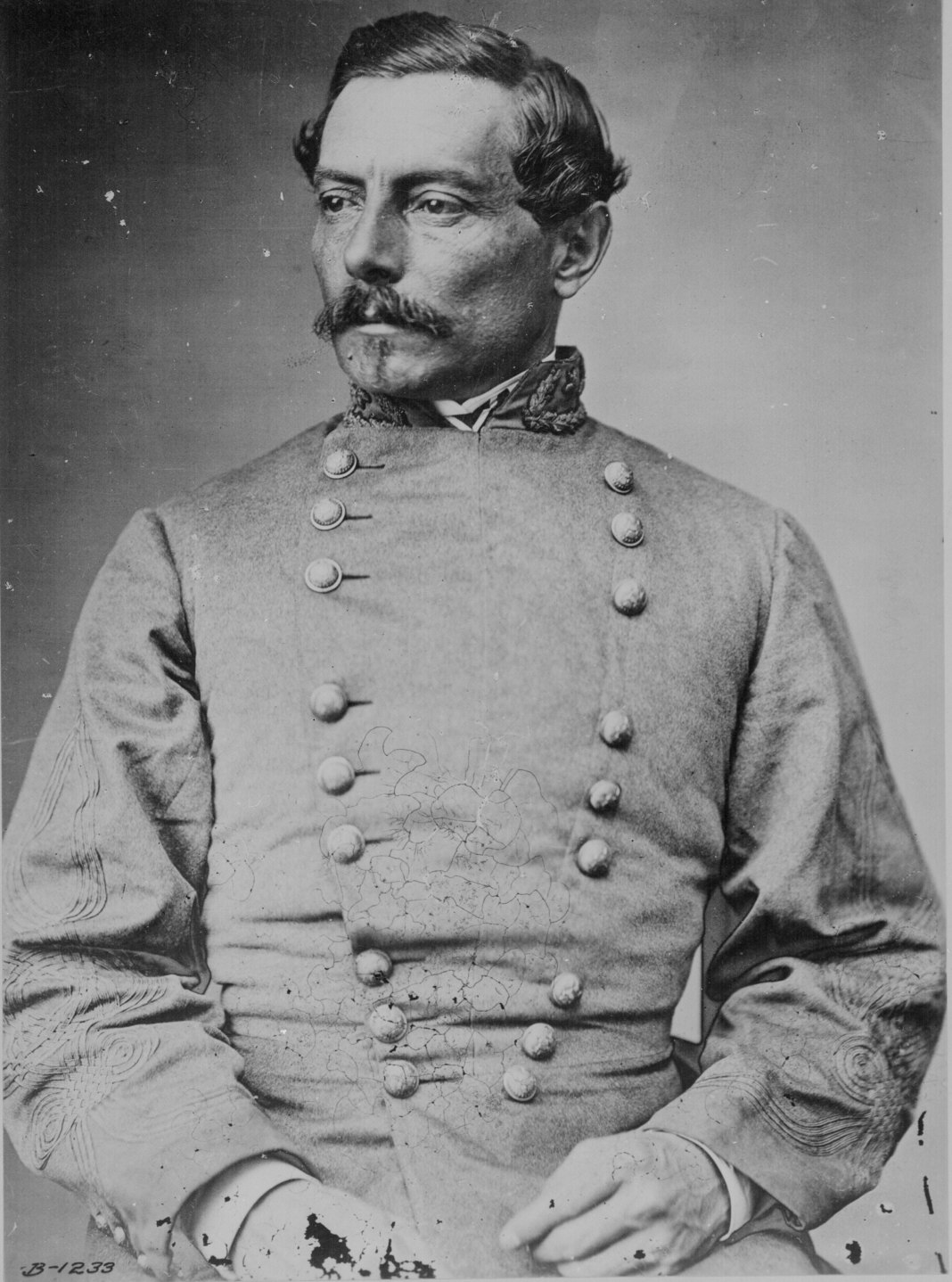
P. G. T. Beauregard

Pierre Gustave Toutant Beauregard (* 28. Mai 1818 im St. Bernard Parish, Louisiana; † 20. Februar 1893 in New Orleans, Louisiana, USA) war bis 1861 Offizier des US-Heeres und danach General im konföderierten Heer.
Später wurde er meist P. G. T. Beauregard abgekürzt, er selbst kürzte sich G. T. Beauregard ab (er verwendete den Vornamen Gustave). Da er von sehr kleiner Statur und mit Leib und Seele Soldat war, wurde er auch unter dem Namen „Napoleon in Grau“ bekannt.

## Jugend und Karriere vor dem Bürgerkrieg
Pierre Gustave Toutant Beauregard entstammte einer alteingesessenen Familie französischer (kreolischer) Herkunft aus Louisiana und entwickelte sich zum ersten Kriegshelden der Konföderation. Seine Familie besaß eine Zuckerrohr-Plantage nahe New Orleans und in der Familie wurde Französisch gesprochen, Englisch lernte er erst auf der Schule. Er besuchte Privatschulen in New Orleans und New York City. Er war seit seiner Jugend ein Bewunderer von Napoleon und wählte eine Militärkarriere. Nachdem er sein Studium an der Militärakademie in West Point 1838 als zweitbester seines Jahrganges beendet hatte (mit Ausbildung sowohl als Artillerieoffizier als auch als Pionieroffizier), war er als Pionier beim Ausbau der Küstenverteidigung eingesetzt. Während des Mexikanisch-Amerikanischen Kriegs diente er im Stab General Winfield Scotts und erhielt für Tapferkeit zwei Beförderungen auf Brevet-Ränge (zum Hauptmann und Major). Danach widmete er sich als leitender Ingenieur in der US Army dem Ausbau und der Instandhaltung von Wasserstraßen und Befestigungsanlagen vor allem in Louisiana und am unteren Mississippi, aber auch  zum Beispiel in Florida und Mobile (Alabama). 1852 unterstützte er den Wahlkampf des demokratischen Präsidentschaftskandidaten Franklin Pierce, den er noch aus dem Mexikanischen Krieg kannte und der ihn nach der Wahl mit der Sanierung des 1848 gebauten Hauptzollamts in New Orleans betraute, das sich aufgrund des schlechten Baugrunds ungleichmäßig setzte, was Beauregard erfolgreich ausgleichen konnte. Unzufrieden mit seiner zivilen Beschäftigung als Bauingenieur plante er 1856 eine Beteiligung an dem Nicaragua-Abenteuer von William Walker, von dem ihn seine Vorgesetzten aber abbrachten, und 1858 kandidierte er als Bürgermeister von New Orleans, unterlag aber knapp. 1861 wurde er als Superintendent an die Militärakademie West Point berufen. Nach fünf Tagen wurde er von diesem Posten entlassen, da er aus seiner Zustimmung zur Sache der Sezession keinen Hehl machte.

## Karriere im Bürgerkrieg

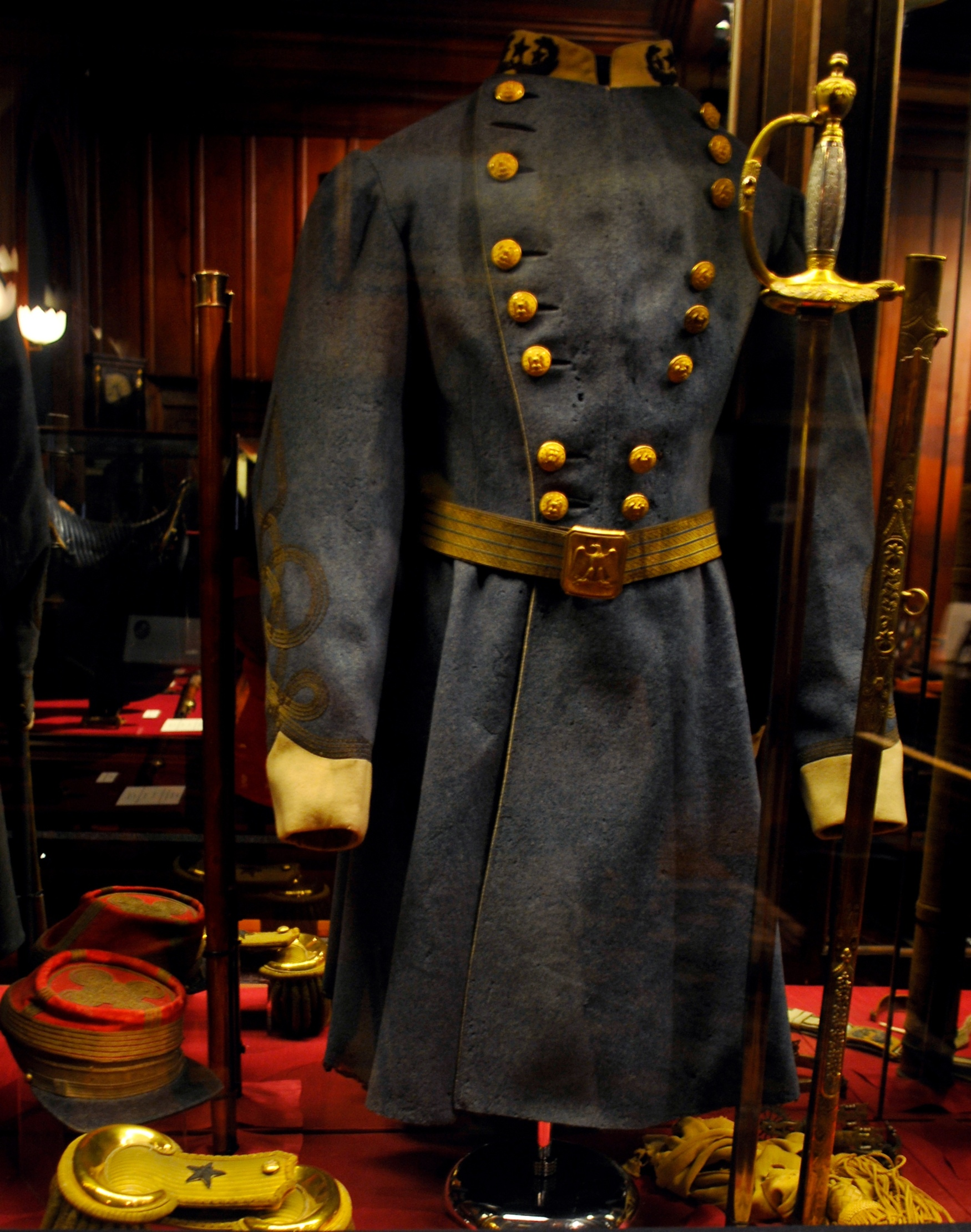
Beauregards Uniform im Confederate Memorial Hall Museum in New Orleans

Nur wenige Tage nachdem sich sein Heimatstaat Louisiana der Konföderation angeschlossen hatte, trat er im Rang eines Brigadegenerals dem konföderierten Heer bei und wurde nach Charleston, South Carolina entsandt. Dort leitete er die Beschießung der Hafenfestung Fort Sumter. Fort Sumter ergab sich nach schwerem Beschuss am 13. April 1861, womit Beauregard gleichzeitig die erste Kampfhandlung des Amerikanischen Bürgerkrieges erfolgreich beendet hatte. Daraufhin bekam er das Oberkommando über die konföderierten Verbände in der Ersten Schlacht am Bull Run, die in den Südstaaten die Schlacht Erste Schlacht bei Manassas genannt wird. Auch diese Schlacht, die er taktisch vorbereitete und in der er neben dem ihm im Rang formal vorgesetzten Joseph E. Johnston kommandierte, wurde ein Erfolg für den Süden.
Zum 21. Juli 1861 wurde Beauregard zum General befördert. Obwohl er nach Sumter und Manassas als Held der Konföderierten galt, betraute ihn Präsident Davis nicht mit einem zentralen Kommando, sondern schickte ihn von Richmond fort auf den westlichen Kriegsschauplatz. Mit Davis war Beauregard in Streitigkeiten über Rang und Strategie verwickelt und diesem unbequem, da er ihn offen bei Politikern und Journalisten kritisierte.
Nach Misserfolgen in der verlustreichen Schlacht von Shiloh, in der er den Angriff mit plante, Stellvertreter von Albert S. Johnston war und von ihm das Kommando übernahm, nachdem Johnston in Folge einer Verwundung in der Schlacht starb, dem anschließenden Rückzug vor der Übermacht der Unionsarmee und der Niederlage in der ersten Schlacht um Corinth 1862 wurde er von Jefferson Davis als Befehlshaber des westlichen Kriegsschauplatzes abgelöst. Zuvor war er, zermürbt durch die hohen Verluste seiner Truppen, erkrankt, und als er sich ohne Erlaubnis zur Behandlung einer Halserkrankung nach Mobile begab und das Kommando vorübergehend General Braxton Bragg übergab, enthob ihn Davis seines Kommandos. Der Vorfall bestärkte beide in ihrer gegenseitigen Abneigung.
Vom September 1862 bis zum April 1864 war Beauregard für die Küstenverteidigung in Georgia und den beiden Carolinas zuständig und verteidigte Charleston gegen die Blockade der Union. Aus seiner Sicht war dies eine Degradierung, Davis verweigerte ihm weiter ein eigenes Feldkommando. Angebote anderer Südstaatengenerale unter ihnen zu dienen lehnte er ab. Im April 1864 wurde er zur Verteidigung des unmittelbar bedrohten Petersburgs und des benachbarten Richmond entsandt. Er erzielte noch einmal einen großen Erfolg, als er die überlegene James-Armee General Benjamin Franklin Butlers während des Bermuda-Hundred-Feldzuges abwehren und auf der Halbinsel abriegeln konnte. Danach unterstützte er Lee in der Verteidigung von Petersburg, wurde aber im Oktober 1864 wieder auf einen Posten abgeschoben; er wurde Kommandeur einer neu geschaffenen Military Division of the West. Zuletzt versuchte Beauregard Ende 1864 vergeblich lokalen Widerstand gegen den Marsch zur See von William Tecumseh Sherman zu organisieren. Der Krieg endete für Beauregard unter dem Kommando von Joseph E. Johnston in North Carolina.

## Zeit nach dem Bürgerkrieg
Nach dem Krieg beschäftigte er sich mit Politik, dem Schreiben von Büchern und der Entwicklung der Eisenbahn; er war in den 1860er und 1870er Jahren zeitweise Präsident und leitender Ingenieur zweier Eisenbahngesellschaften in New Orleans. Angebote aus Brasilien, Rumänien und Ägypten auf militärische Posten lehnte er ab, um sich politisch auf Seiten der Demokraten gegen die Republikaner zu engagieren, die er für die „Exzesse“ der Rekonstruktionsära verantwortlich machte. Ab 1877 hatte er 15 Jahre lang mit dem Ex-General Jubal Early die finanziell lukrative Aufsicht über die Lotterie von Louisiana. Er schrieb mehrere Bücher über den Bürgerkrieg und war in erbitterte Debatten mit Jefferson Davis über die Ursachen der Niederlage verwickelt. Außerdem war er 1879 bis 1888 als Adjutant General Befehlshaber der Miliz in Louisiana. 1888 wurde er Leiter des Bau-Ressorts (Commissioner for Public Works) in New Orleans.

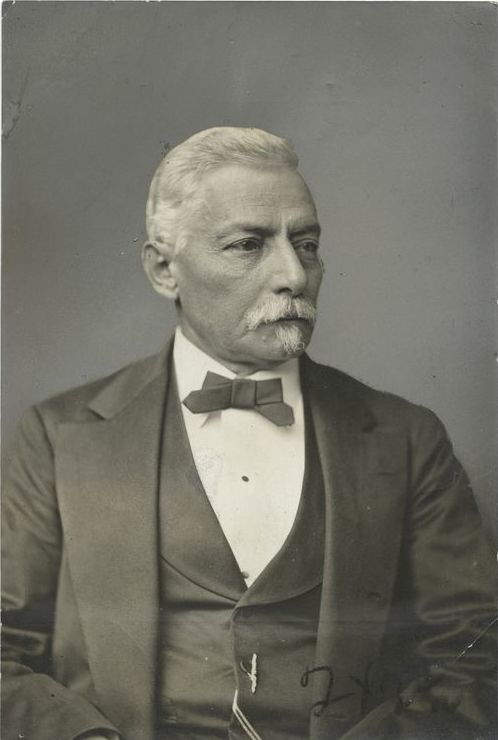
Beauregard in fortgeschrittenem Alter

## Privates
Beauregard war seit 1841 mit Marie Antoinette Laure Villeré (1823–1850) aus einer der angesehensten kreolischen Familien Louisianas verheiratet. Mit ihr hatte er drei Söhne und eine Tochter. 1861 heiratete er Caroline Deslonde ebenfalls aus angesehener kreolischer Familie und Tochter des Besitzers einer Zuckerrohrplantage, die aber schon 1864 während der Besetzung von New Orleans durch Unionstruppen starb.
Beauregard starb im Schlaf an Herzproblemen und liegt auf dem Metairie-Friedhof in New Orleans begraben.

## Sonstiges
Das Haus in New Orleans, in dem Beauregard 1866 18 Monate zur Miete gewohnt hatte, wird heute als Museum genutzt.
In dem TV-Film Hunley – Tauchfahrt in den Tod von 1999 wird er von Donald Sutherland dargestellt.

## Schriften
- Principles and Maxims of the Art of War, 1863.
- Report on the Defense of Charleston, 1864.
- A Commentary on the Campaign and Battle of Manassas, 1891.
- The Battle of Bull Run, Century Illustrated Monthly Magazine, November 1884 (auch in Buel, Johnson (Hrsg.): Battles and Leaders of the civil war, Band 1, 1887).